# Die Frau, die jeder liebt, bist du!
Die Frau, die jeder liebt, bist du! è un film del 1929 diretto da Carl Froelich.

## Produzione
Il film fu prodotto dalla Carl Froelich-Film GmbH e dalla Henny Porten Filmproduktion. Henny Porten, una delle più popolari attrici tedesche, aveva fondato la sua casa di produzione nel 1921. Insieme a Carl Froelich, anch'egli produttore, mise in cantiere nell'arco di una ventina d'anni una serie di pellicole, in gran parte melodrammi piuttosto mediocri.

## Distribuzione
Distribuito dalla Deutsche Universal-Film, il film uscì in prima al Titania-Palast e al Primus-Palast il 3 aprile 1929.